# Broadway (マイクロプロセッサ)
Broadway（ブロードウェイ）は、任天堂のゲーム機であるWiiで使用されているCPUのコードネームである。IBMによって設計されたPower Architectureベースのマイクロプロセッサで、90nm プロセスで製造されている。

## 概要
IBMによるとこのプロセッサは、ニンテンドー ゲームキューブで使用された前身の180nmのGekkoよりも、消費電力が20%少ない。
BroadwayはIBMにより、ニューヨーク州のイースト・フィッシュキルで、300mm の半導体開発および製造設備で生産されている。Broadwayモジュールの組み立てとテストはケベック州ブロモントのIBM施設で実施されている。公式な詳細は、任天堂やIBMから非常に僅かしかリリースされていない。非公式なレポートでは、ゲームキューブで使用された 485MHzのGekkoアーキテクチャの派生で、729MHz で50%高速に稼働する、と主張している。
2009年3月にIBMは任天堂に、5000万番目のBroadwayプロセッサを出荷した。
後継はWii Uに搭載されたEspressoとなる。

## 仕様
- 90nm SOI CMOSプロセス (ダイサイズ 18.9mm² = 4.2mm x 4.5mm)
- Power Architectureコア（Wiiプラットフォーム用にカスタマイズ）
- Gekkoプロセッサとの後方互換
- 729 MHz
- 32bit 整数演算器
- 64 bit or SIMD 32 bit x 2 浮動小数点演算器
- 64 KB L1 キャッシュ (命令 32 KB + データ 32 KB）
- 256 KB L2 キャッシュ
- 2.9 GFLOPS

### 外部バス
- バス幅 : 64 bit
- クロック : 243 MHz (30.375Mhz x 8)
- バンド幅 : 1.9 Gbits/s

## 参照
1. ↑  IBM (2006年). “IBM Ships First Microchips for Nintendo's Wii Video Game System”. 2006年9月8日閲覧。
2. ↑  Wii Technical Specification, Wii
3. ↑  IBM (2009年). “IBM Ships 50 Millionth Processor for the Nintendo Wii Game System”. 2009年3月13日閲覧。